# 那呐妥单抗
那呐妥单抗（INN：Narnatumab；开发代号：IMC-RON8、LY3012219）是一种针对RON受体的人单克隆抗体，设计用于治疗直肠癌和由淋巴管生成引起的实体瘤。该药物目前已经进行了I期临床试验。
那呐妥单抗由ImClone Systems开发。